# Landtagswahlkreis Biberach
Der Wahlkreis Biberach (Wahlkreis 66) ist ein Landtagswahlkreis im Südosten von Baden-Württemberg. Er umfasste bei der Landtagswahl 2021 die Gemeinden Achstetten, Alleshausen, Allmannsweiler, Altheim, Attenweiler, Bad Buchau, Bad Schussenried, Betzenweiler, Biberach an der Riß, Burgrieden, Dürmentingen, Dürnau, Eberhardzell, Erlenmoos, Ertingen, Gutenzell-Hürbel, Hochdorf, Ingoldingen, Kanzach, Langenenslingen, Laupheim, Maselheim, Mietingen, Mittelbiberach, Moosburg, Ochsenhausen, Oggelshausen, Riedlingen, Schemmerhofen, Schwendi, Seekirch, Steinhausen an der Rottum, Tiefenbach, Ummendorf, Unlingen, Uttenweiler, Wain und Warthausen aus dem Landkreis Biberach. Wahlberechtigt waren bei der Landtagswahl 2021 130.761 Einwohner des Wahlkreises.
Die Grenzen der Landtagswahlkreise wurden nach der Kreisgebietsreform von 1973 zur Landtagswahl 1976 grundlegend neu zugeschnitten und seitdem nur punktuell geändert. Der Wahlkreis Biberach war zunächst identisch mit dem Landkreis Biberach, musste aber infolge stark überdurchschnittlichen Bevölkerungswachstums zur Landtagswahl 2006 erstmals verkleinert werden. Deswegen wurden die Gemeinden Berkheim, Kirchdorf an der Iller und Tannheim dem Wahlkreis Wangen zugeordnet. Zur Landtagswahl 2011 an wurden auch die Gemeinden Dettingen an der Iller, Erolzheim, Kirchberg an der Iller und Rot an der Rot an den Wahlkreis Wangen angegliedert.

## Wahl 2021
Die Landtagswahl 2021 hatte folgendes Ergebnis:
| Direktkandidat        | Partei        | Stimmen in % | Landtagswahl 2016 Stimmen in % |
| --------------------- | ------------- | ------------ | ------------------------------ |
| Robert Wiest          | Grüne         | 28,9         | 29,4                           |
| Thomas Dörflinger     | CDU           | 34,1         | 35,9                           |
| Volker Körner         | AfD           | 10,0         | 15,0                           |
| Bettina Weinrich      | SPD           | 5,8          | 7,3                            |
| Hildegard Ostermeyer  | FDP           | 8,1          | 7,2                            |
| Ralph Heidenreich     | DIE LINKE     | 2,2          | 1,9                            |
| Norbert Huchler       | ödp           | 2,3          | 1,0                            |
| Samuel Schmid         | Piratenpartei | 0,6          | –                              |
| Wolfram Pfeifer       | Die PARTEI    | 1,6          | –                              |
| Oliver Lang           | Freie Wähler  | 3,3          | –                              |
| Marianne Müller       | dieBasis      | 1,3          | –                              |
| Georg Nuoffer-Wagner  | KlimalisteBW  | 0,6          | –                              |
| Jan-Christopher Zubel | WiR2020       | 0,6          | –                              |
| Kasimir Romer         | Volt          | 0,5          | –                              |
| –                     | Sonstige      | –            | 2,3                            |

## Wahl 2016
Die Landtagswahl 2016 hatte folgendes Ergebnis:
| Direktkandidat      | Partei         | Stimmen in % | Landtagswahl 2011 Stimmen in % |
| ------------------- | -------------- | ------------ | ------------------------------ |
| Thomas Dörflinger   | CDU            | 35,9         | 50,7                           |
| Josef Weber         | Grüne          | 29,4         | 18,8                           |
| Stefan Gretzinger   | SPD            | 7,3          | 17,0                           |
| Tim Hundertmark     | FDP            | 7,2          | 4,5                            |
| Ralph Heidenreich   | DIE LINKE      | 1,9          | 2,4                            |
| Michael Vogel       | AfD            | 15,0         | –                              |
| Werner Knörle       | ALFA           | 0,9          | –                              |
| Karl-Ludwig Lechner | REP            | 0,4          | 1,8                            |
| Gudrun Diebold      | ödp            | 1,0          | 1,7                            |
| Siegfried Härle     | NPD            | 0,5          | 0,9                            |
| Hermann Steinwander | Einzelbewerber | 0,5          | –                              |
| –                   | Sonstige       | −            | 00,8                           |

## Wahl 2011
Die Landtagswahl 2011 hatte folgendes Ergebnis:
| Direktkandidat   | Partei    | Stimmen in % | Landtagswahl 2006 Stimmen in % |
| ---------------- | --------- | ------------ | ------------------------------ |
| Peter Schneider  | CDU       | 50,7         | 50,6                           |
| Eugen Schlachter | Grüne     | 18,8         | 17,0                           |
| Franz Lemli      | SPD       | 17,0         | 16,1                           |
| Oliver Lukner    | FDP       | 04,5         | 08,3                           |
| Ulrich Widmann   | DIE LINKE | 02,4         | WASG: 2,3                      |
| Robert Conin     | Piraten   | 02,3         | –                              |
| Armin Ernst      | REP       | 01,8         | 02,6                           |
| Gudrun Diebold   | ödp       | 01,7         | 01,0                           |
| Siegfried Herle  | NPD       | 00,9         | 01,2                           |
| –                | Sonstige  | −            | 00,8                           |

## Abgeordnete seit 1976
Bei den Landtagswahlen in Baden-Württemberg hat jeder Wähler nur eine Stimme, mit der sowohl der Direktkandidat als auch die Gesamtzahl der Sitze einer Partei im Landtag ermittelt werden. Dabei gibt es keine Landes- oder Bezirkslisten, stattdessen werden zur Herstellung des Verhältnisausgleichs unterlegenen Wahlkreisbewerbern Zweitmandate zugeteilt.
Den Wahlkreis Biberach vertraten seit 1976 folgende Abgeordnete im Landtag:
| Partei | Art des Mandats | Gewählte |
| ------ | --------------- | --- |
| CDU    | Erstmandat      | Wilfried Steuer 1976, 1980, 1984, 1988 Gerd Scheffold 1992, 1996 Peter Schneider 2001, 2006, 2011 Thomas Dörflinger 2016, 2021     |
| CDU    | Zweitmandat     | Franz Baum 1976, 1980, 1984 |
| Grüne  | Zweitmandat     | Oswald Metzger 2006 (ab 2007 parteilos), Mandat niedergelegt zum 8. Februar 2008 Eugen Schlachter, nachgerückt am 18. Februar 2008 |
| REP    | Zweitmandat     | Josef Huchler 1996 |

Da der CDU im Regierungsbezirk Tübingen 1976, 1980 und 1984 mehr Sitze zustanden, als es dort Wahlkreise gibt, wurden ihr ein bzw. zwei zusätzliche Zweitmandate für Ersatzbewerber in den Wahlkreisen mit der höchsten Zahl absoluter Stimmen zugeteilt. Der Wahlkreis Biberach war dabei jeweils der Wahlkreis mit der höchsten Stimmenzahl für die CDU.